# Giulia Recli
Giulia Recli (1890 - 19 décembre 1970) est une compositrice et essayiste italienne.

## Biographie
Née à Milan, Recli apprend le piano, la composition et le chant et est élève d’Ildebrando Pizzetti et de Victor de Sabata. Elle reçoit les premier et deuxième prix aux concours musicaux de New York.
Les œuvres de Recli ont été présentées au public américain par Tullio Serafin. En 1926, Chimes at Sunrise de Recli est joué au Metropolitan Opera avec le violoniste belge César Thomson. En 1931, Nicolette s'endort, décrit par The New York Times comme une « gracieuse berceuse »  est interprété au violon au Metropolitan Opera par Mario Vitetta lors d'un concert consacré au ténor français Georges Thill. En 1965, ses œuvres ainsi que celles de trois autres compositrices, sont jouées à Rome lors d'un concert symphonique de la RAI.

## Opéras
- Villidiana (1922)
- Cento Ducati (1956)
- Belluccia (1960)

## Musique symphonique
- Andante doloroso (Budapest, 1937)
- Invocazione (Budapest, 1937)
- Alba dell'anima (Milan, Teatro alla Scala, 1914)
- Bozzetti montanini: il Pastore a "Col di sogno" (Breme, 1921)
- L'isola dei pastori (Milan, Rai, 1963)
- Aucassine et Nicolette (New York, Metropolitan Opera, 1931)

### Musique de chambre
- Quartetto per archi (Milan, 1913)
- Tre tempi per violino e pianoforte (Milan, 1925)
- Nicolette s'endort tiré de la suite Aucassine et Nicolette, (Vienne, Palais de la Sécession, 1922)

### Piano
- La danza della bambola e del fantoccio (Milan, 1956)

### Musique vocale
- Cantate Domino, Salmo di Davide, chœur (SATB) et orchestre (Milan, Castello Sforzesco, 1928)
- Vocavi te, Profezia di Isaia, chœur féminin (SSA) et orchestre (Milan, 1927)